# ألعاب الدماغ
ألعاب الدماغ Game brain (ゲーム脳 Gēmu nō) هو مصطلح صاغه آكيو موري للإشارة إلى العقول البشرية المتضررة من التأثير طويل المدى للعب ألعاب الفيديو. قاك موري، وهو أستاذ في شعبة العلوم الإنسانية بجامعة نيهون في اليابان، بصياغة المصطلح في الأصل وعرض هذا المفهوم في كتابه الصادر عام 2002 بعنوان «إرهاب العاب الدماغ».